# 진리

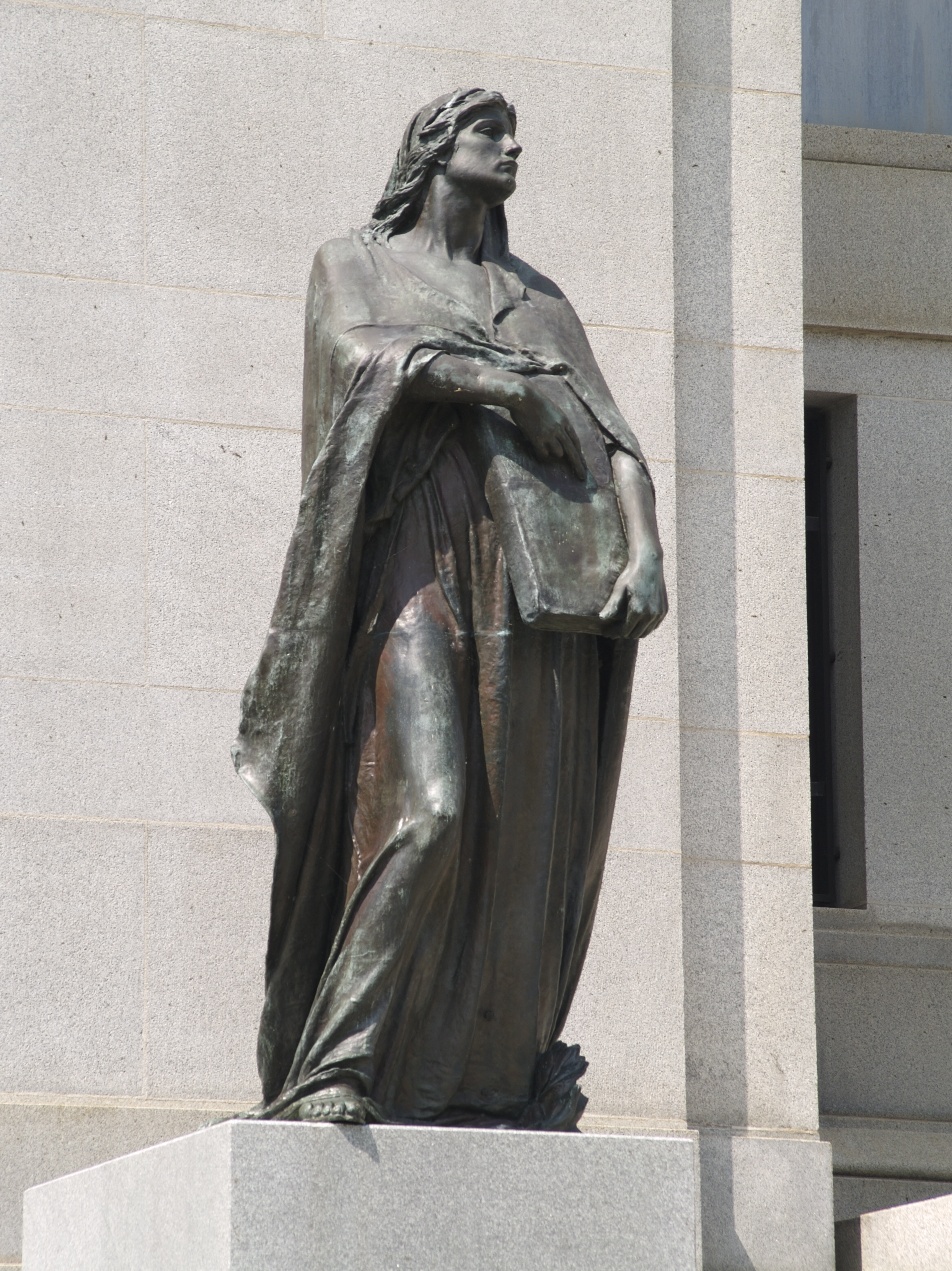

진리(眞理, 영어: truth)이란, 현실이나 사실에 분명하게 맞아 떨어지는 것, 또는 보편적·불변적으로 알맞은 것을 뜻한다. 참, 진실 등으로도 불린다. 진리에 대한 정의는 다양하여 철학, 논리학, 수학에서 다양한 개념으로 쓰인다. 논리학에서는 명제가 정해진 사유의 법칙에 맞아 오류(거짓)가 없는 정당한 명제를 일컫는다.

## 철학
진리는 철학, 특히 서양 철학에서 매우 중요하게 여겨왔다. 고대 그리스의 소피스트 프로타고라스는 "인간은 만물의 척도"라고 하면서, 진리의 상대주의를 주장하였다. 프로타고라스에 대항하여 플라톤은 현상은 현상 밖에 있는 불변하는 이데아를 본으로 한다는 이데아론을 주창하기에 이른다. 특히, 회의주의에 대항하여 의심할 수 없는 명제를 찾기 위하여, 데카르트는 분명하지 아니한 것들을 소거하여 가장 확실한 진리를 찾아 나서려고 하였고, 결국 ‘사고하는 나’ 가 가장 확실하다고 하여 “나는 생각한다, 고로 존재한다”라는 말을 남겼다. 진화론의 등장으로 불변하는 진리에 대한 회의가 만연하게 되었으며, 미국에서는 고정된 진리는 없으며 유용한 것이 진리라는 실용주의가 발흥하였고, 독일의 철학자 니체는 "신은 죽었다"고 선언하기에 이른다.

### 진리론
논리학이나 형이상학에서 진리란 논리적 공리, 추론법칙, 구조 따위에 어긋나지 않는 정당한 사고를 말한다. 진리가 무엇인가, 어떻게 정의할 것인가에 대하여 다루는 이론을 진리론(theory of truth)이라 하며 수학, 철학, 언어학의 다양한 분야에서 여러 논의가 있다. 수리 논리학에서, 구문론적으로는 정해진 추론규칙에 따라 올바르게 증명한 명제를 참이라고 하며, 의미론적으로는 정해진 논리적 구조 안에서 충족가능한(이치에 맞는 ) 명제를 참이라 한다. 괴델의 완전성 정리는 술어 논리에서는 이러한 양측의 진리론이 서로 일치한다는 내용의 정리이다.
- 대응론(Correspondence theory): 대응설은 참인 신념과 진술이 실제 상황에 대응된다고 이해하는 진리론이다. 고대 그리스 철학에 기원을 둔 전통적 가설로, 진리란 "객관적 현실"을 그대로 생각, 언어, 기호로 옮겨 표현한 것이라고 본다. 현대 논리학에서는 알프레트 타르스키가 의미론적 진리론으로서 형식화시켰다.
- 정합론(Coherence theory): 정합설은 진술이 그것이 속하는 체계 내에서 정합성을 가지는지에 집중한다. 진리를 형식 체계 내에서 성립하는 속성이라고 보는 입장이다.
- 실용주의: 실용주의 철학에 입각한 진리론으로, 진리는 개념을 실제로 적용하여 보았을 때 그 결과의 실용성에 따라서 확인되는 것이라고 본다. 철학적 회의주의와도 연관된다.
- 구성주의: 사회적 구성주의는 진리가 사회적 구성물이며 역사나 문화에 고유하고 부분적으로 공동체 내의 권력 관계에 의해 결정된다고 본다. 특히 합의론(consensus theory)은 진리를 "합의된 모든 것"으로 정의한다.
- 축소주의: 진리가 문장이나 명제의 실제 속성과 무관하다는 접근이다. 그 중 잉여론은 논리학의 발전에서 진리 술어에 관한 문제의 응답으로서 나온 것으로, 예컨대 "'2+2=4'는 참이다"라는 것이 "2+2=4"와 논리적으로 동일하므로 "참이다"라는 진리 술어가 불필요하다는 관찰이다. 한편 수행론은 "'A'가 참이다"라는 말은 동의의 의미로 고개를 끄덕이듯이 "A"라는 주장에 찬성하는 발화 행위(speech act)에 불과하다고 주장한다.
- 다원주의: 신념이나 진술을 참으로 만드는 요인이 다양하게 존재할 수 있다고 말한다. 예를 들면 윤리적 명제는 일관성 덕에 참일 수 있으며, 물리적 세계에 대한 명제는 대상이나 속성과의 대응에 의해 참일 수 있다는 것이다.

## 불교
불교에서 진리는 전통적인 불교 용어로 제(諦)라고 하는데 진실한 도리(道理) 또는 결코 변하지 않는 사실(事實)을 뜻하며, 《대승광오온론》 등에 따르면 고제 · 집제 · 멸제 · 도제의 4성제(四聖諦)를 말한다.
또한, 연기법과 중도(中道), 일체유심(一切唯心) 같은 것을 말한다.

## 같이 보기
- 논리
- 도리
- 섭리

## 참고 문헌
- 세친 지음, 현장 한역, 송성수 번역 (K.618, T.1612). 《대승오온론》. 한글대장경 검색시스템 - 전자불전연구소 / 동국역경원. K.618(17-637), T.1612(31-848). |title=에 외부 링크가 있음 (도움말)
- 안혜 지음, 지바하라 한역, 조환기 번역 (K.619, T.1613). 《대승광오온론》. 한글대장경 검색시스템 - 전자불전연구소 / 동국역경원. K.619(17-641), T.1613(31-850). |title=에 외부 링크가 있음 (도움말)
- 운허.  동국역경원 편집, 편집. 《불교 사전》. |title=에 외부 링크가 있음 (도움말)
- (중국어) 星雲. 《佛光大辭典(불광대사전)》 3판. |title=에 외부 링크가 있음 (도움말)
- (중국어) 세친 조, 현장 한역 (T.1612). 《대승오온론(大乘五蘊論)》. 대정신수대장경. T31, No. 1612, CBETA. |title=에 외부 링크가 있음 (도움말)
- (중국어) 안혜 조, 지바하라 한역 (T.1613). 《대승광오온론(大乘廣五蘊論)》. 대정신수대장경. T31, No. 1613, CBETA. |title=에 외부 링크가 있음 (도움말)